# Khâu Bỉ
Khâu Bỉ (tên tiếng Anh: CHOVBE; sinh ngày 17 tháng 10 năm 1991) là một nhạc sĩ người Đài Loan, đã tốt nghiệp khoa Sân khấu Nghệ thuật Quốc gia Đài Bắc. Trước đây, anh đã từng học trường trung học Cảnh Văn (Taipei Jingwen High School) và học trống tại học viên nghệ thuật Ưu Nhân Thần Cổ (優人神鼓 - Youran God Drum). Năm 2013, anh độc lập phát hành album solo đầu tiên "We: We Want to Love". Năm 2015 nhờ tài trợ của công ty Hà Mễ Âm Nhạc (để phát hành album thứ hai "Zheng Zheng". Năm 2016, khi vẫn còn là sinh viên, anh tham vào vào một chương trình truyền hình tại Trung Quốc đại lục là Trung Quốc Hảo Ca. Năm 2017, anh trở thành nhạc sĩ của ROKON Rolling Stone, và sau đó phát hành thêm ba album khác như là "Da Fang". Ngoài năm album được phát hành chính thức qua băng đĩa, Khâu Bỉ đã xuất bản 16 album online trên Internet từ 2014 đến 2017, với mã "bibi 1" đến "bibi 16".

## Tác phẩm âm nhạc

### Album
| Thể loại                   | Tên                                              | Ngày phát hành                                                             |
| -------------------------- | ------------------------------------------------ | -------------------------------------------------------------------------- |
| Album phát hành chính thức | "Chúng ta: chúng ta phải yêu nhau"               | Ngày 2 tháng 8 năm 2013                                                    |
| Album trực tuyến           | Piano 1 (bibi 1)                                 | Ngày 3 tháng 2 năm 2014                                                    |
| Album trực tuyến           | Giọng nói tuyệt vời (bibi 2)                     | Ngày 11 tháng 2 năm 2014                                                   |
| Album trực tuyến           | Cách mạng (bibi 3)                               | Ngày 4 tháng 8 năm 2014                                                    |
| Album trực tuyến           | Piano 2 (bibi 4)                                 | Ngày 8 tháng 9 năm 2014                                                    |
| Album trực tuyến           | MAP (bibi 5)                                     | Ngày 17 tháng 10 năm 2014                                                  |
| Album trực tuyến           | Cánh Robin (bibi 6)                              | Ngày 3 tháng 12 năm 2014                                                   |
| Album trực tuyến           | Tôi cảm thấy ... (bibi 7)                        | Ngày 17 tháng 12 năm 2014                                                  |
| Album trực tuyến           | Tiên phong thiên hà (bibi 8)                     | Ngày 2 tháng 1 năm 2015                                                    |
| Album trực tuyến           | Amer (bibi 9)                                    | Ngày 2 tháng 3 năm 2015                                                    |
| Album trực tuyến           | Thời gian (bibi 10)                              | Ngày 8 tháng 5 năm 2015                                                    |
| Album trực tuyến           | Gurdjieff (bibi 11)                              | 29 tháng 6 năm 2015                                                        |
| Album phát hành chính thức | Chính nghĩa                                      | Ngày 2 tháng 9 năm 2015                                                    |
| Album trực tuyến           | Đau cấp tính (bibi 12)                           | Ngày 23 tháng 10 năm 2015                                                  |
| Album trực tuyến           | Ung thư (bibi 13)                                | Ngày 20 tháng 6 năm 2016                                                   |
| Album trực tuyến           | Kết thúc sự thoải mái. (Bibi 14)                 | Ngày 9 tháng 9 năm 2016                                                    |
| Album trực tuyến           | PY (bibi 15)                                     | Ngày 30 tháng 11 năm 2016                                                  |
| Album trực tuyến           | Giờ uống trà (bibi 16)                           | Ngày 24 tháng 2 năm 2017                                                   |
| Album phát hành chính thức | Đại Phóng (Dai fang) (大放)                      | Ngày 22 tháng 12 năm 2017 (kĩ thuật số) Ngày 7 tháng 3 năm 2018 (băng đĩa) |
| Album phát hành chính thức | Ẩn Viên Chi Mỹ (隱園之美) Vẻ đẹp của khu vườn ẩn | Ngày 1 tháng 6 năm 2018 (kĩ thuật số)                                      |
| Album phát hành chính thức | Trung Ly (Zhong li) (中離)                       | Ngày 28 tháng 12 năm 2018 (kĩ thuật số)                                    |

### Các tác phẩm được xuất bản chính thức khác
| Thể loại                  | Tên        | Ngày phát hành           |
| ------------------------- | ---------- | ------------------------ |
| Bản nhạc gốc              | Trắng      | Ngày 21 tháng 9 năm 2013 |
| EP                        | Sóng âm    | Ngày 21 tháng 1 năm 2014 |
| EP                        | DJ         | Ngày 22 tháng 1 năm 2014 |
| EP                        | 78         | Ngày 17 tháng 7 năm 2014 |
| Bộ sưu tập duy nhất       | Hướng nội! | Ngày 11 tháng 3 năm 2016 |
| EP 收於《MXTRSNDZ VOL.1》 | Mặc dù     | Ngày 28 tháng 4 năm 2017 |

### Hợp tác sản xuất và biểu diễn
| Thể loại | Tên                | Ca sĩ                                | Ngày phát hành            | Vai trò                         |
| -------- | ------------------ | ------------------------------------ | ------------------------- | ------------------------------- |
| Đĩa đơn  | Cảnh quan nhân tạo | Ngô Mạc Sầu (feat. Khâu Bỉ)          | Ngày 16 tháng 7 năm 2015  | Viết, sáng tác, hòa âm, hát     |
| Đĩa đơn  | Dây gai trên tay   | Thành Hạo                            | Ngày 11 tháng 1 năm 2016  | Viết, sáng tác, hòa âm, chế tác |
| Đĩa đơn  | Hoa hồng           | Ban nhạc Quỷ Phủ Nhạc Đội            | Ngày 15 tháng 11 năm 2016 | Viết lời                        |
| Đĩa đơn  | Bạn không có ở đây | Mèo cầy Aristophanes (feat. Khâu Bỉ) | Ngày 23 tháng 2 năm 2017  | Viết, sáng tác, hát             |

## Trình diễn
Từ tháng 3 đến tháng 7 năm 2018, Khâu Bỉ đã tổ chức 18 buổi hòa nhạc "Thiên Hạ Nhất Phương" tại các địa điểm trình diễn nhạc sống tại 17 thành phố ở Trung Quốc đại lục và Đài Loan.
| Phiên | Ngày                     | Thành phố   | Địa điểm                   |
| ----- | ------------------------ | ----------- | -------------------------- |
| 1     | Ngày 9 tháng 3 năm 2018  | Bắc Kinh    | 疆進酒 OMNI SPACE          |
| 2     | Ngày 16 tháng 3 năm 2018 | Tây An      | 光圈Club                   |
| 3     | Ngày 21 tháng 3 năm 2018 | Hợp Phì     | ON THE WAY                 |
| 4     | Ngày 23 tháng 3 năm 2018 | Nam Kinh    | 歐拉藝術空間               |
| 5     | Ngày 24 tháng 3 năm 2018 | Tô Châu     | Wave Livehouse             |
| 6     | Ngày 28 tháng 3 năm 2018 | Hàng Châu   | MAO Livehouse              |
| 7     | Ngày 30 tháng 3 năm 2018 | Ninh Ba     | 燈塔音樂現場               |
| 8     | Ngày 1 tháng 4 năm 2018  | Thượng Hải  | MAO Livehouse              |
| 9     | Ngày 4 tháng 4 năm 2018  | Thành Đô    | 正火藝術中心               |
| 10    | Ngày 5 tháng 4 năm 2018  | Trùng Khánh | MAO Livehouse              |
| 11    | Ngày 7 tháng 4 năm 2018  | Côn Minh    | MAO Livehouse              |
| 12    | Ngày 14 tháng 4 năm 2018 | Vũ Hán      | VOX Livehouse              |
| 13    | Ngày 15 tháng 4 năm 2018 | Nam Xương   | 黑鐵現場                   |
| 14    | Ngày 21 tháng 4 năm 2018 | Quảng Châu  | 中央車站                   |
| 15    | Ngày 27 tháng 4 năm 2018 | Thâm Quyến  | B10 Live                   |
| 16    | Ngày 28 tháng 4 năm 2018 | Hạ Môn      | Real Live                  |
| 17    | Ngày 8 tháng 6 năm 2018  | Bắc Kinh    | 疆進酒 OMNI SPACE          |
| 18    | Ngày 27 tháng 7 năm 2018 | Đài Bắc     | 永豐 Legacy 傳音樂展演空間 |

## Giải thưởng danh dự
| Năm  | Công trình                       | Giải thưởng                                                                     | Giải thưởng                                                                     |
| ---- | -------------------------------- | ------------------------------------------------------------------------------- | ------------------------------------------------------------------------------- |
| 2015 | Album "Zheng Zheng"              | Giải thưởng sáng tạo âm thanh vàng lần thứ 6                                    | Lọt vào danh sách.                                                              |
| 2015 | Bài hát "Nhà khoa học triết gia" | Giải thưởng sáng tạo âm thanh vàng lần thứ 6                                    | Lọt vào danh sách.                                                              |
| 2017 | Hiệu suất trực tiếp "MXTRW∆VE @" | Giải thưởng sáng tạo âm thanh vàng lần thứ 8                                    | Lọt vào danh sách.                                                              |
| 2017 | Bài hát "Mặc dù"                 | Giải thưởng sáng tạo âm thanh vàng lần thứ 8                                    | Lọt vào danh sách.                                                              |
| 2018 | Album "放"                       | Mười album hàng đầu của Hiệp hội trao đổi nhạc sĩ Trung Quốc 2017 \| Đoạt giải. | Mười album hàng đầu của Hiệp hội trao đổi nhạc sĩ Trung Quốc 2017 \| Đoạt giải. |
| 2018 | Album "放"                       | Liên hoan âm nhạc truyền thông Trung Quốc                                       | Đoạt giải.                                                                      |
| 2018 | Album "放"                       | Giải thưởng sáng tạo âm thanh vàng lần thứ 9                                    | Lọt vào danh sách.                                                              |
| 2018 | Album "放"                       | Giải thưởng sáng tạo âm thanh vàng lần thứ 9                                    | Đoạt Giải.                                                                      |
| 2018 | Album "放"                       | Giải thưởng sáng tạo âm thanh vàng lần thứ 9                                    | Đoạt Giải.                                                                      |
| 2018 | Bài hát "Người mẫu khỏa thân"    | Giải thưởng sáng tạo âm thanh vàng lần thứ 9                                    | Đoạt Giải.                                                                      |

## Các tác phẩm sách đã viết
Vào ngày 1 tháng 10 năm 2016, Khâu Bỉ đã phát hành cuốn tiểu thuyết đầu tiên về The Last Consolation (Tối Hậu An Ủy) hay tạm dịch là "Lời an ủi cuối cùng".

## "Trung Quốc Hảo Ca"
Vào đầu năm 2016, Khâu Bỉ đã tham gia vào mùa thứ ba của chương trình bài hát gốc Những bài hát hay của Trung Quốc do Đài truyền hình trung ương Trung Quốc tổ chức. Trong cuộc thi anh đã thể hiện hai tác phẩm mới. Vòng giấu mặt là tác phẩm "Sau cơn mưa lớn" và được cả bốn vị huấn luyện viên yêu thích. Khâu Bỉ đã chọn tham gia nhóm Lưu Hoan lão sư và bị loại trong vòng bình chọn của hội đồng thẩm định. Sau "Sau cơn mưa lớn" và màn trình diễn tiếp theo của anh là "Your All is My Style", cả hai ca khúc đều được đưa vào album "Inside Live!", phát hành vào tháng 3 cùng năm.